# Балистичка ракета кратког домета
Балистичка ракета кратког домета (БРКД) је Балистичка ракета са дометом од 1.000 km (620 mi) или мање.Оне су углавном способне за ношење нукларног оружија .У потенцијалним регионалним сукобима, ове ракете биле би коришћене збок малог растојања између држава, њихове ниже цене и једноставније конструкције.У модерној терминологији , БРКД оне су део шире поделе, тзв Театро балистичких ракета, које чине све балистичке ракете са дометом мањим од 3.500 km.

## Врсте различитих БРКД-а
- Газнави (ракета) (290 km)[1]  Пакистан
- Абдали (180 km)  Пакистан
- Фау 2 (320 km)  Немачка
- Плутон (ракета) (120 km)  Француска
- Хадес (ракет) (480 km)  Француска
- SS-1 Скад (300–700 km)  СССР
- OTR-21 Толка-U (120 km)  СССР/ Русија
- 9K720 Искандер-M (500 km)  Русија
- B-611 (400 km)  Кина
- BP-12/A (300 km)  Кина
- Тип 621 (300 km)  Кина
- Тип 631 (400 km)  Кина
- M20 (300 km)  Кина
- ДФ-11 (350 km)  Кина
- ДФ-15 (600 km)  Кина
- ДФ-16 (800–1000 km)  Кина
- Притхви ракета  Индија
  - Притхви I (150 km)
  - Притхви II (250–350 km)
  - Притхви III (350–750 km)
- Прахар (150 km)  Индија
- Шауриа (ракета) (700 km)  Индија
- Јерихон I (500 km)  Израел
- Назеат (100–130 km)  Иран
- Зелзал  Иран
  - Зелзал -1 (150 km)
  - Зелзал -2 (210 km)
  - Зелзал -3 (200–250 km)
- Фатех-110 (200–300 km)  Иран
- Схахаб-1 (350 km)  Иран
- Схахаб -2 (750 km)  Иран
- Qiam 1 (700–800 km)  Иран
- J-600T Турска
  - J-600T Јилдрим I (150 km)
  - J-600T Јилдрим II (300 km)
  - J-600T Јилдрим III (900 km)
- ТОРОС Турска
  - ТОРОС 230 (100  km)
  - ТОРОС 260 (160  km)
- T-300 Каширга (100  km)  Турска
- Хјунмо  Јужна Кореја
  - Хјунмо -1 (180–250 km)
  - Хјунмо -2 (300–500 km)
- Скај спир (~120 km)  Република Кина
- МГМ-52 Ланс (70–120 km)  САД
- ПГМ-11 Редстон (92–323 km)  САД
- МГМ-140 АТАЦМС (128–300 km)  САД